# Ordinatio Imperii
Ordinatio imperii (лат. Установлення імперії) — капітулярія, видана 817 року імператором Франкського королівства Людовиком I Благочестивим з метою закріплення за своїми синами спадкових прав і підвищення ефективності управління державою.

## Зміст
У червні 817 року Людовик Благочестивий під впливом своєї дружини Ірменгарди оголосив про намір надати своїм синам — Лотару, Піпіну й Людовику — володіння та розробити систему їхніх взаємовідносин з імператорською владою. В липні того ж року на генеральному сеймі в Аахені документ, що отримав назву Ordinatio imperii, було подано на схвалення радою королівства. Документ складався з вісімнадцяти статей. Він передбачав розподіл влади в імперії між Людовиком I та його синами, які отримували значні землі:
- Старший син — Лотар — отримував титул спів-імператора, що мало бути підтвердженим клятвою вірності, яку зобов'язані були скласти всі піддані імперії. Хоч у тексті документа території, що переходили під владу Лотара, не згадувались, на думку сучасних істориків, він мав отримати контроль над Нейстрією, Австразією, Саксонією, Тюрингією, Алеманією, Септиманією, Провансом, а також верховну владу над Італією. Молодші сини отримували владу над прикордонними районами королівства, що мало би покращити управління ними й полегшити їхній захист від зовнішніх ворогів.
- Середній син — Піпін — зберігав за собою Аквітанію та Гасконь, якими він уже керував від 814 року, а також отримував Тулузьку марку та ще 4 графства: Каркассонн у Септиманії, Отен, Авалон і Невер у Бургундії.
- Молодший син — Людовик — отримував Баварію, Каринтію й верховну владу над слов'янами (чехами, хорватами тощо), які визнавали залежність від франків.

## Наслідки
Надання Лотару імператорського титулу було скріплено присягою всіх підданих і затверджено благословенням папи римського Пасхалія I. Того ж року Лотар отримав титул августа і став співправителем батька.
Ordinatio imperii різко суперечило з усталеною у франкських королів традицією спадкування престолу, відповідно до якої всі діти короля мали право на рівні долі спадщини. Ухвалення Ordinatio imperii одразу ж призвело до загострення стосунків у Франкській державі: взагалі не згаданий у документі король Італії Бернар підбурив повстання, намагаючись відстояти свої права, втім його заколот було швидко придушено. Коли ж сам Людовик I Благочестивий 829 року порушив Ordinatio imperii на користь свого молодшого сина Карла, це призвело у 830—834 роках до тривалої смути, під час якої стало зрозуміло, що новий порядок спадкування престолу не мав підтримки серед більшої частини франкської знаті.

## Видання
- Ordinatio imperii. — Monumenta Germaniae Historica. Legum sectio II. Capitularia rerum Francorum. — Hannoverae : Impensis Bibliopolii Hahniaui, 1883. — С. 270—273.
- Divisio imperii. — Patrologiae Cursus Completus. Seria secunda. — Paris, 1862. — Т. XCVII. — С. 373—380.